# Arthur Lake
Pour les articles homonymes, voir Lake.
Arthur Lake (né le 17 avril 1905 dans le Kentucky, mort le 9 janvier 1987 à Indian Wells), est un acteur américain connu en particulier pour avoir tenu le rôle du personnage Dagwood Bumstead dans les nombreuses adaptations du comic-strip Blondie.

## Biographie
Né sous le nom d’Arthur Silverlake, ses parents étaient des artistes de cirque, qui se sont tournés ultérieurement vers le vaudeville. La famille déménage à Hollywood où le jeune Arthur, repéré par Carl Laemmle fait ses débuts en 1917. Il commence à tourner dans des films muets et des séries telles que Harold Teen, dont le personnage ressemble à  Dagwood Bumstead. Il rencontre Patricia Van Cleve (Patricia Lake) avec qui il se marie en 1937. Il rencontre le succès dans les multiples adaptation du comic-strip Blondie entre 1938 et 1950. Il meurt à l'âge de 81 ans d'une crise cardiaque dans sa maison d'Indian Wells où il s'était retiré. Il était le frère de l'actrice Florence Lake (1904-1980).

## Filmographie
- 1917 : Jack and the Beanstalk
- 1922 : The Bride's Play : Boy Throwing Roses
- 1925 : Faut qu'ça gaze (California Straight Ahead) de Harry A. Pollard 	: Campeur
- 1925 : Sporting Life : admirateur de Peggy
- 1926 : Skinner's Dress Suit : Tommy
- 1927 : Cradle Snatchers : Oscar
- 1927 : The Irresistible Lover : Jack Kennedy
- 1928 : The Count of Ten : frère de Betty
- 1928 : Stop That Man! : Tommy O'Brien
- 1928 : Harold Teen de  Mervyn LeRoy : Harold Teen
- 1928 : Ciel de gloire de George Fitzmaurice : The Unlucky One

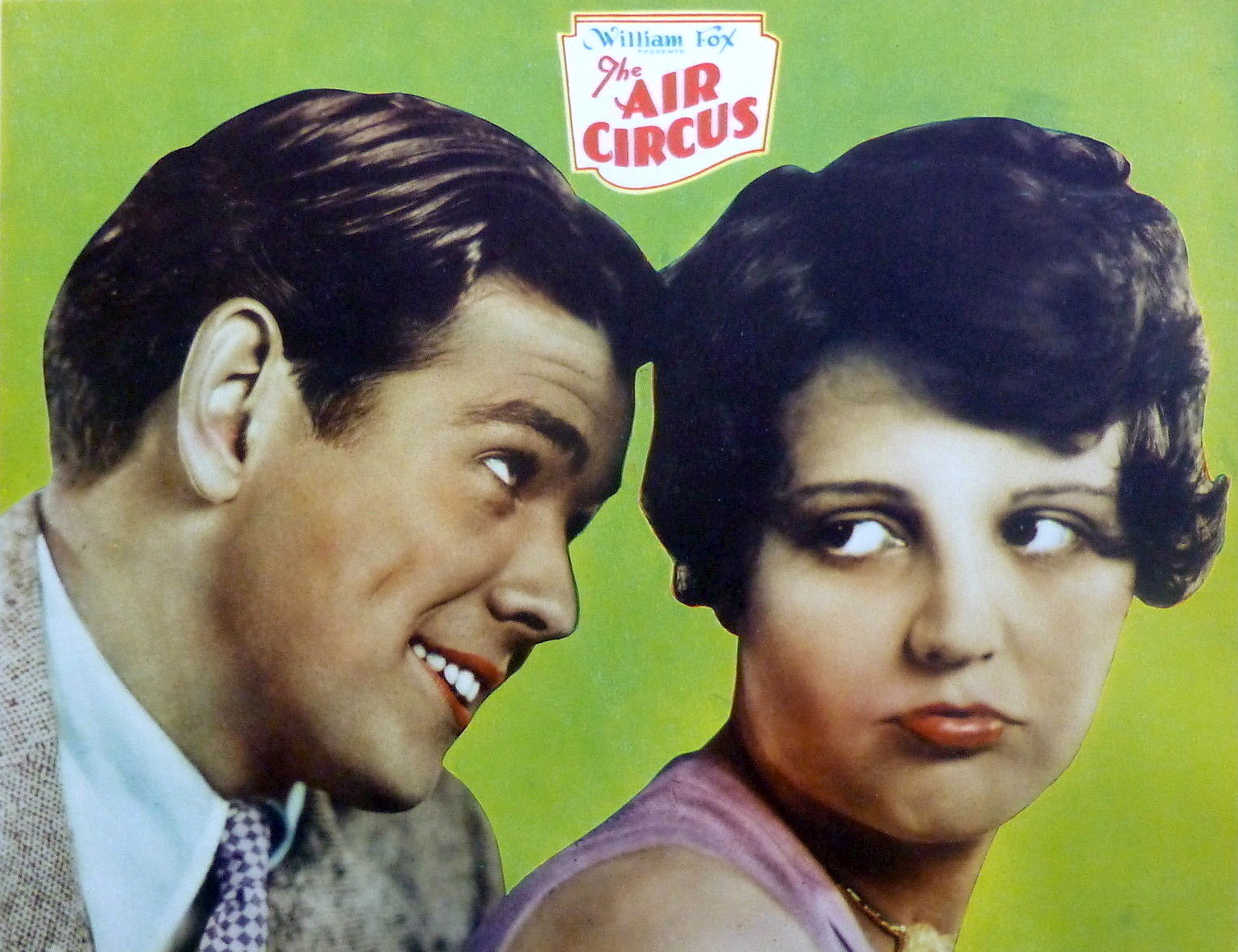
Dans Les Rois de l'air (The Air Circus) en 1928.

- 1928 : The Air Circus : Speed Doolittle
- 1929 : On with the Show! 	: Harold Astor
- 1929 : Tanned Legs : Bill
- 1929 : Dace Hall : Tommy Flynn
- 1929 : Night Owls : Arthur
- 1930 : Cheer Up and Smile : Eddie Fripp
- 1930 : She's My Weakness : Tommy Mills
- 1931 : Indiscreet : Buster Collins
- 1933 : Midshipman Jack : Allen Williams
- 1934 : The Winnah! : Arthur 	Short
- 1934 : Girl o' My Dreams : Bobby Barnes
- 1934 : The Silver Streak : Crawford
- 1935 : Women Must Dress : l'ami de Janet
- 1935 : Orchids to You : Joe
- 1936 : New Shoes 	Boy  (court métrage)
- 1936 : I Cover Chinatown (en) de Norman Foster : vendeur d'assurances
- 1937 : 23 1/2 Hours Leave : Sgt. Turner
- 1937 : Le Couple invisible (Topper) : le garçon d'ascenseur
- 1937 : Annapolis Salute : Tex Clemens
- 1937 : Exiled to Shanghai : Bud
- 1937 : True Confession : Attendant
- 1938 : Everybody's Doing It : Waldo
- 1938 : Double Danger 	: Roy West
- 1938 : There Goes My Heart : Flash Fisher

- 1938 : Blondie (en) : Dagwood Bumstead
- 1939 : Blondie Meets the Boss
- 1939 : Blondie Takes a Vacation
- 1939 : Blondie Brings Up Baby
- 1940 : Blondie on a Budget

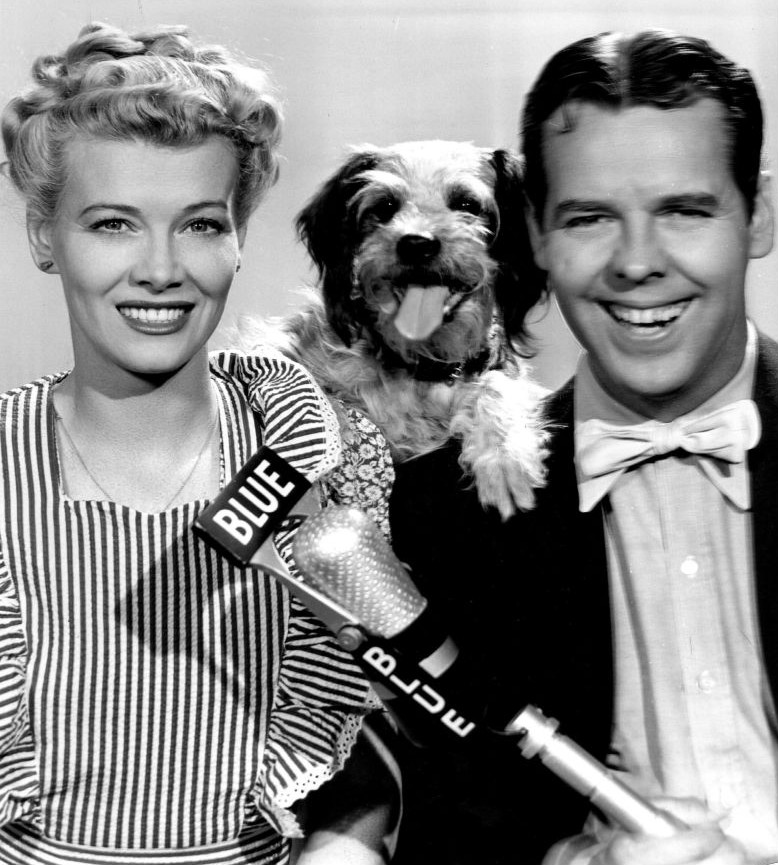
Arthur Lake avec Penny Singleton, sa partenaire dans Blondie

- 1940 : Blondie Has Servant Trouble
- 1940 : Blondie Plays Cupid
- 1941 : Blondie Goes Latin
- 1941 : Blondie in Society
- 1942 : Blondie Goes to College
- 1942 : Blondie's Blessed Event
- 1942 : Blondie for Victory
- 1942 : Daring Young Man
- 1943 : It's a Great Life
- 1943 : Footlight Glamour
- 1944 : The Ghost That Walks Alone 	Eddie Grant
- 1944 : Sailor's Holiday 	'Marblehead' Tomkins
- 1944 : Three Is a Family 	Archie Whittaker
- 1945 : The Big Show-Off 	Sanford 'Sandy' Elliott
- 1945 : The Return of Mr. Hook 	Mr. Hook
- 1945 : Tokyo Woes

- 1945 : The Good Egg

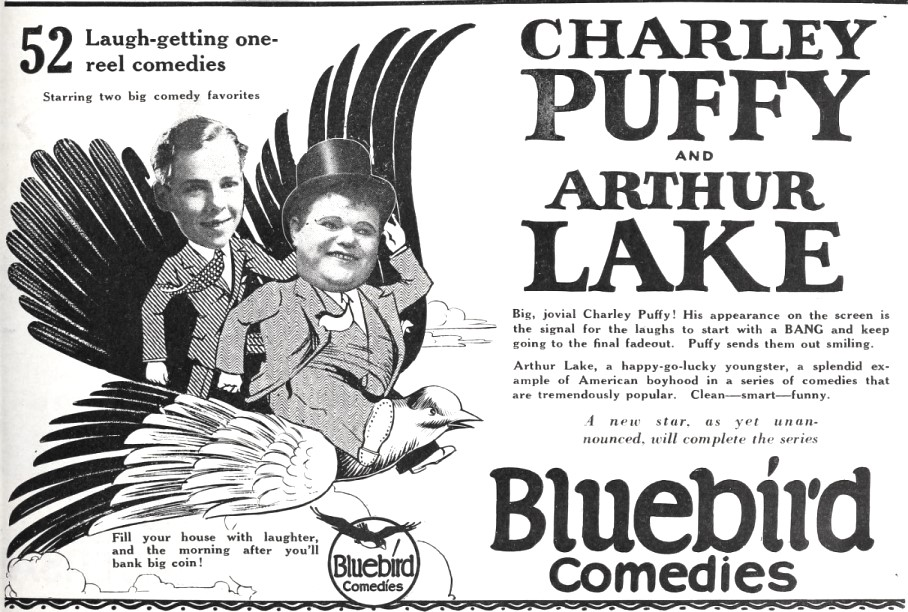
Publicité pour des films avec les deux acteurs Charles Puffy et Arthur Lake, en 1925.

- 1945 : Leave It to Blondie 	Dagwood Bumstead
- 1945 : Life with Blondie
- 1946 : Blondie's Lucky Day
- 1946 : Blondie Knows Best
- 1947 : Blondie's Big Moment
- 1947 : Blondie's Holiday
- 1947 : Blondie in the Dough
- 1947 : Blondie's Anniversary
- 1948 : Blondie's Reward
- 1948 : Sixteen Fathoms Deep : Pete
- 1948 : Blondie's Secret : Dagwood Bumstead
- 1949 : Blondie's Big Deal
- 1949 : Blondie Hits the Jackpot
- 1950 : Blondie's Hero
- 1950 : Beware of Blondie

## Distinction
Il a son étoile sur le Hollywood Walk of Fame.